# David Ludwig
David Ludwig (* 6. April 1988) ist ein deutscher Skeleton- und Bobsportler.
Ludwig begann bereits mit sieben Jahren mit Skilanglauf an der Grundschule Oberhof. Mit dieser Voraussetzung wechselte er an das Sportgymnasium Oberhof. Nach einer längeren Verletzung musste er den Skisport beenden. Daraufhin wechselte er im Jahre 2001 zum Skeletonsport. Seine ersten Trainer waren Erich Enders und Frank Schwarz. Er startet für den BSR Rennsteig Oberhof. Seine größten Erfolge sind bislang ein sechster Platz bei den Juniorenweltmeisterschaften 2006 und 2007, ein zweiter Platz in der Europacup-Gesamtwertung 2007, der Gewinn eines Juniorencups 2007 und der sechste Platz bei den Deutschen Meisterschaften 2007. Ludwig fuhr international zunächst seit 2004 im Skeleton-Europacup. Im Januar 2005 fuhr er in St. Moritz sein bisher einziges Rennen im Skeleton-Weltcup und wurde dort 35. In der Folgezeit wurde Ludwig in vorderster Linie im Europacup eingesetzt. Dreimal kam er bislang auf Podiumsplätze. Ein Rennen, im Januar 2008 in Winterberg, konnte er bislang gewinnen. In den Saisonen 2006/07 und 2007/08 wurde er Zweiter in der Europacup-Gesamtwertung. Bei den Deutschen Meisterschaften 2005 wurde Ludwig Sechster, 2006 Siebter, 2009 Neunter.
Neben Skeleton betreibt Ludwig auch Bobsport und wechselte 2011 endgültig zu diesem Sport. Als Pilot nahm er an Deutschen Meisterschaften teil und wurde 2011 in Winterberg Neunter im Vierer- und 14. im Zweierbob. In der Saison 2011/12 nahm er am Bob-Europacup teil und gehörte dem C-Nationalkader Deutschlands an.